# نصر بن یعقوب دینوری
ابو سعید نصر بن یعقوب دینوری نویسنده کتابی در باره تعبیر خواب بود.
او در حدود ۱۰۰۶ میلادی برآمد. در ۱۰۰۶ - ۱۰۰۷ میلادی کتاب القادری فی التعبیر را درباره‌ خواب‌گزاری (تعبیر خواب) در ۱۵ باب، به قادر خلیفه عباسی تقدیم کرد.
بنا به گفته‌ بروکلمان این قدیم‌ترین رساله‌ عربی موجود درباره‌ خواب‌گزاری است. آخرین فصل همین رساله شامل فهرستی از یکصد خواب‌گزار بزرگ است.

## منبع
- سارتن، جرج. مقدمه بر تاریخ علم. ترجمهٔ غلامحسین صدری افشار. انتشارات علمی و فرهنگی.